# マーティン・ケイディン
マーティン・ケイディン（Martin Caidin、1927年9月14日 - 1997年3月24日）は、アメリカ合衆国の作家、航空宇宙問題評論家。ニューヨーク生まれ。
マーティン・カイディン、カイデン、マーチン・ケイディン、マーティン・ケーディンなどの表記もあり。
1964年、『宇宙からの脱出』で作家デビュー。同作は映画化もされた。

## 著作リスト

### フィクション
- 『宇宙からの脱出』 Marooned (1964、ハヤカワ・ノヴェルズ)
- 『悪魔の分け前』 Devil Take All (1966、ハヤカワ・ノヴェルズ)
- 『月は誰のもの』 No Man's World (1967、ハヤカワ・ノヴェルズ)
- 『神の機械』 The God Machine (1968、ハヤカワ・ノヴェルズ)
- 『消えた原爆搭載機』 Almost Midnight (1971、サンケイ出版)
- 『ドッグファイト』 （立風書房）
- 『シャトル防衛飛行隊』 Zoboa (1986、ハヤカワ文庫)
- 『メサイアの宝石』 The Messiah Stone (1986、創元ノベルズ)
- 『アクエリアスミッション』 Aquarius Mission (1978、旺文社)

#### 600万ドルの男
- 『600万ドルの男: サイボーグ4』 The Six Million Dollar Man: The Cyborg IV (1975、三笠書房)
- 『600万ドルの男: 殺人クリスタル』 The Six Million Dollar Man: The High Crystal(1974、三笠書房)

#### インディ・ジョーンズ
- 『インディ・ジョーンズ - 魔空の覇者』 Indiana Jones and the Sky Pirates (1993、竹書房)
- 『インディ・ジョーンズ - 炎の聖剣』 Indiana Jones and the White Witch (1994、竹書房)

### ノンフィクション
- 『アメリカの宇宙基地 - ケープ・カナベラル物語』（1960、朝日新聞社)
- 『マーキュリー計画 - パイロット宇宙に飛び立つ時』（1960、朝日新聞社)
- 『宇宙対人間』（1967、時事通信社）、久住忠男訳
- 『日米航空戦史 - 零戦の秘密を追って』（1967、経済往来社）
- Flying Forts: The B-17 in World War II, 1968 
  - 『B-17 - 空の要塞』(1977、フジ出版社) 、南郷洋一郎訳
- Zero Fighter, 1969 
  - 『零戦：日本海軍の栄光』（1971、サンケイ新聞社出版局：第二次世界大戦ブックス）、加登川幸太郎訳
  - 『零戦』（1984、サンケイ出版：第二次世界大戦文庫）
  - 『零式艦上戦闘機：日本海軍の栄光』（2000、並木書房：第2次大戦兵器ブックス）、戸髙一成監修
- Me 109: Willy Messerschmitt's Peerless Fighter, 1968
  - 『メッサーシュミット：ドイツ空軍のエース』（1971、サンケイ新聞社出版局：第二次世界大戦ブックス） 、加藤俊平訳
  - 『メッサーシュミット：Bf109戦闘機　ドイツ空軍のエース』（2000、並木書房：第2次大戦兵器ブックス）、野原茂監修
  - 『メッサーシュミット』（1984、サンケイ出版：第二次世界大戦文庫）、手島尚訳
- 『双胴の悪魔:P-38』 Fork-tailed Devil: the P-38 (1980、朝日ソノラマ：ソノラマ文庫 航空戦史シリーズ）、矢嶋由哉訳
- 『空の上の超常現象 - パイロットたちを襲った真実の体験』 Ghosts of the Air（1994、PHP研究所・新書判）、野田昌宏訳